# Jerry Mateparae
Jeremiah „Jerry” Mateparae (ur. 14 listopada 1954 w Wanganui) – nowozelandzki generał, szef sztabu generalnego Sił Zbrojnych Nowej Zelandii w latach 2002–2006, szef Sił Obrony od 2006 do 2011 roku. Gubernator generalny Nowej Zelandii od 31 sierpnia 2011 do 31 sierpnia 2016.

## Życiorys

### Kariera wojskowa
Jerry Mateparae jest potomkiem maoryjskich plemion Ngāti Tūwharetoa i Ngāti Kahungunu. Kształcił się w szkołach Castlecliff School, Rutherford Intermediate oraz Wanganui High School. Po ich ukończeniu, w listopadzie 1972 roku wstąpił w szeregi nowozelandzkiej armii. W czerwcu 1976 roku ukończył Oficerską Szkołę Kadetów w Portsea i rozpoczął służbę w Królewskim Regimencie Piechoty Nowej Zelandii (Royal New Zealand Infantry Regiment, RNZIR).
W ciągu kariery wojskowej zajmował różne stanowiska. Był dowódcą plutonu, kompanii i batalionu piechoty. Służył w szeregach Nowozelandzkich Specjalnych Sił Powietrznych. Dowodził I Batalionem RNZIR. Był instruktorem w Szkole Taktycznej Armii Nowej Zelandii, oficerem operacyjnym w Grupie Szkoleniowej Armii Nowej Zelandii, a także dyrektorem Departamentu Służb Rozwoju w Kwaterze Sił Obrony Nowej Zelandii.
Brał udział w kilku zagranicznych misjach pokojowych. W latach 1994–1995 przez 12 miesięcy pełnił obowiązki szefa misji obserwacyjnej UNTSO w południowym Libanie. W 1998 dowodził połączonymi siłami Grupy ds. Monitorowania Rozejmu w czasie misji „Belisi” na Bougainville. Od grudnia 1999 do lipca 2001 roku zajmował natomiast stanowisko dowódcy nowozelandzkiego podczas misji w Timorze Wschodnim. W trakcie służby wojskowej odbył szereg zagranicznych szkoleń w armii brytyjskiej, australijskiej, amerykańskiej, singapurskiej i malezyjskiej. W styczniu 1999 za wzorową służbę na Bouganville został odznaczony Orderem Zasługi Nowej Zelandii (New Zealand Order of Merit).
W grudniu 1999 uzyskał awans i objął stanowisko dowódcy Wojsk Lądowych Nowej Zelandii. W grudniu 2002 awansował do stopnia generała dywizji i zajął urząd szefa Sztabu Generalnego Sił Zbrojnych. 1 maja 2006 został mianowany generałem broni oraz szefem Sił Obrony. Funkcję tę pełnił do 24 stycznia 2011. 7 lutego 2011 został mianowany dyrektorem Rządowego Biura Bezpieczeństwa Komunikacji (Government Communications Security Bureau).

### Gubernator generalny Nowej Zelandii
8 marca 2011 premier John Key ogłosił nominację Jerry’ego Mateparae na stanowisko gubernatora generalnego Nowej Zelandii. Jego kandydaturę zatwierdziła królowa Elżbieta II. Urząd objął 31 sierpnia 2011 i sprawował przez 5 lat.
Pełnił funkcję zastępcy wielkiego przeora Zakonu Rycerzy i Szpitalników świętego Łazarza z Jerozolimy w Nowej Zelandii.